# Gempylodes
Gempylodes is een geslacht van kevers uit de familie somberkevers (Zopheridae).

## Soorten
Deze lijst is mogelijk niet compleet.
- G. macer
- G. ornamentalis
- G. ritsemae